# Hilde Schwab

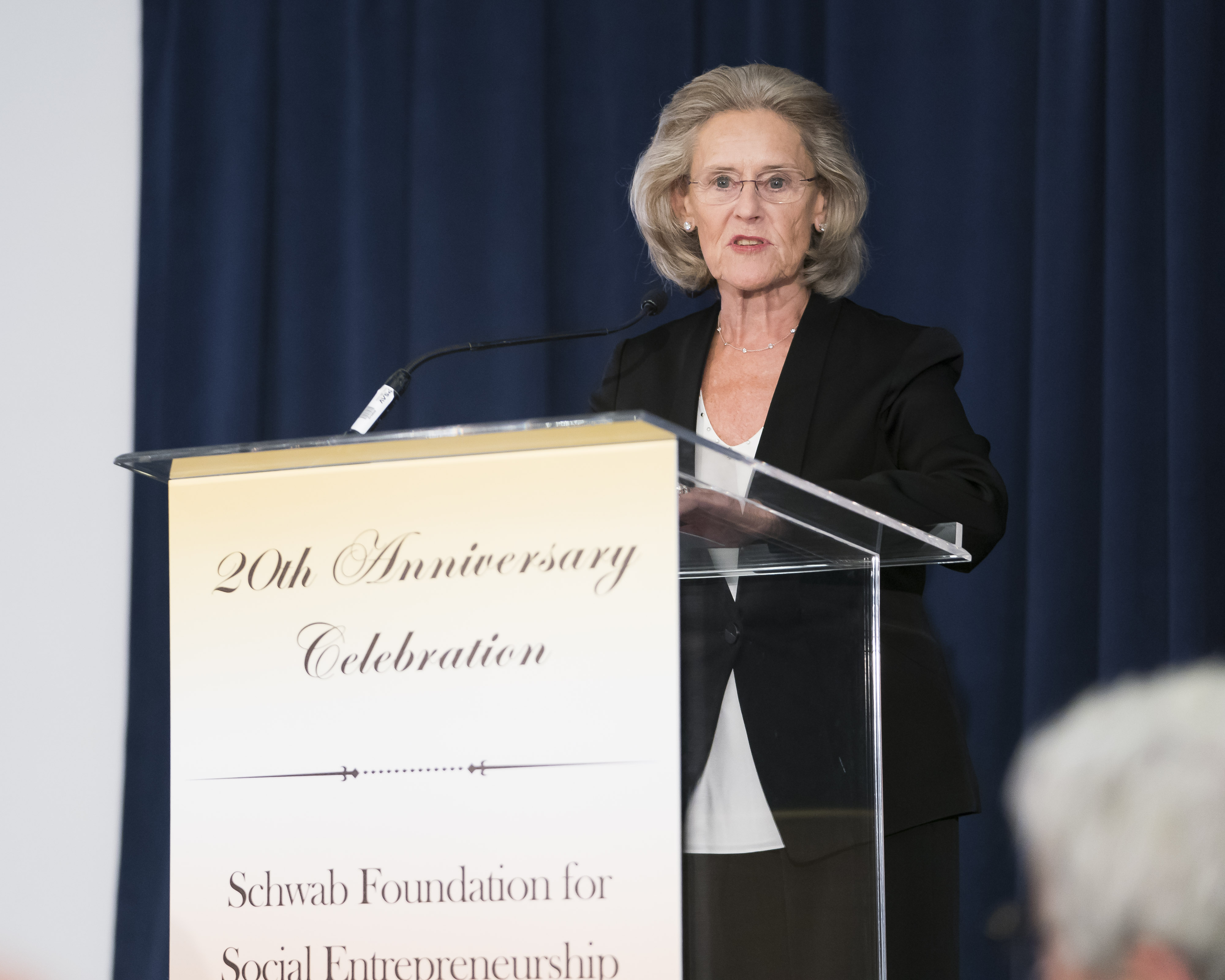
Hilde Schwab, 2018

Hildegard «Hilde» Schwab, geborene Stoll (* 3. Juni 1946 in der Schweiz), ist eine Schweizer Unternehmerin im Bereich Eventmarketing und Stifterin.

## Werdegang
Die aus Aarburg stammende Hilde Stoll lernte 1970 durch eine Stellenausschreibung den in der Schweiz lebenden Deutschen Klaus Schwab kennen. Schwab stellte Stoll ein, sie war seine erste Mitarbeiterin. Sie gründeten Anfang 1971 zusammen das «European Management Symposium», das spätere Weltwirtschaftsforum (WEF) in Davos im Kanton Graubünden. 1972 heirateten sie. 1998 gründete sie zusammen mit Klaus Schwab die Schwab Foundation for Social Entrepreneurship, deren Vorsitzende sie ist. In dieser Funktion gehört sie beispielsweise dem Patronatskomitee des Kirchner Museum Davos an.
Das Paar hat zwei erwachsene Kinder und wohnt  in Cologny im Kanton Genf.

## Auszeichnungen
- Ehrenbürgerin der Gemeinde Davos, 1999[7]
- Chevalier de la Légion d’honneur, (Ritter) 2021[8]